# Haus Rodensteiner

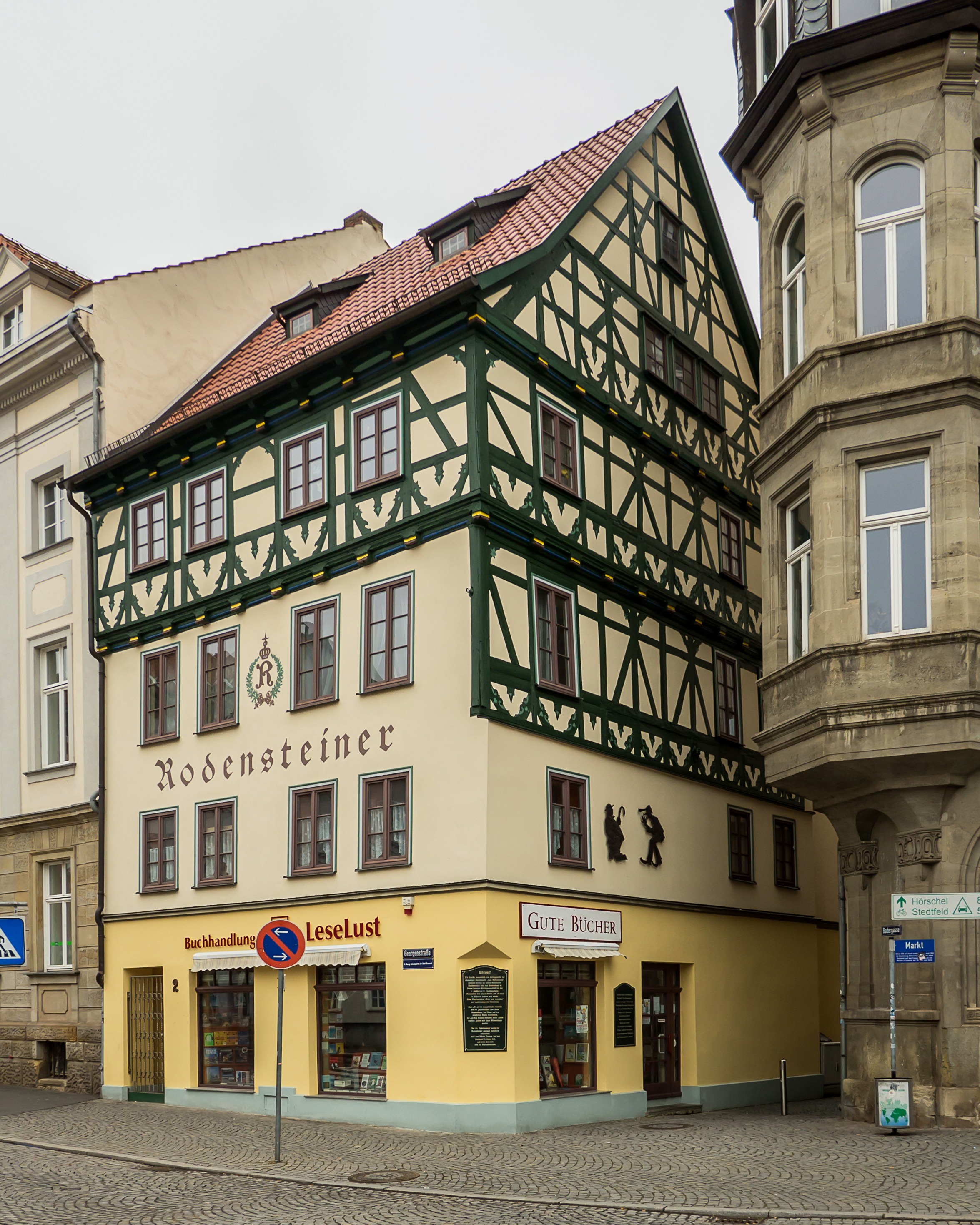
Haus Rodensteiner (2015)

Das Haus Rodensteiner ist ein denkmalgeschütztes Gebäude im Zentrum der Stadt Eisenach in Thüringen. Das Gebäude mit der Anschrift Georgenstraße 2 steht an der Nordwestecke des Eisenacher Marktplatzes an der Schnittstelle der Georgenstraße mit der Badergasse.

## Geschichte

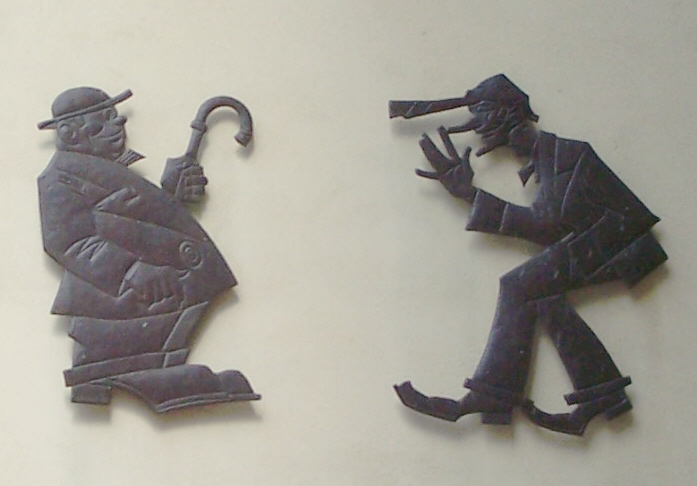
Henner und Frieder sollen 1928 im Lokal Rodensteiner erstmals gezeichnet worden sein

Die baulichen Ursprünge des Gebäudes reichen zurück bis ins Mittelalter. Die Kellergewölbe als älteste erhaltene Bauteile des Hauses stammen aus dieser Zeit. Das Vorderhaus wurde in seiner heutigen Form in der ersten Hälfte des 17. Jahrhunderts errichtet. Lange Zeit wurde das Gebäude als Weinschänke "Zum Rodensteiner" genutzt. Der Name geht auf einen Ritter namens Rodenstein zurück. Zeitweise wurde das Lokal gemeinsam mit dem benachbarten Hotel Rautenkranz betrieben. Nach Aufgabe des Weinlokals in der Mitte des zwanzigsten Jahrhunderts wurde das Gebäude als Wohn- und Geschäftshaus genutzt. Es wurde mehrmals saniert und umgestaltet. 1937 wurde die Fachwerkfassade freigelegt; eine umfassende Sanierung des Gebäudes erfolgte von 1996 bis 1998. Heute befindet sich ein Buchladen in den Räumen des Erdgeschosses. Über dem Seiteneingang des Gebäudes sind zwei aus Kupferblech getriebene Abbildungen der Eisenacher Stadtoriginale Henner und Frieder befestigt, die erstmals 1928 von dem Eisenacher Karikaturisten Paul Hempe gezeichnet wurden und jahrelang Symbole des Eisenacher Sommergewinns waren.

## Ringelnatz
Der Schriftsteller Joachim Ringelnatz hielt sich ab 1913 häufig in Eisenach auf und das Lokal Rodensteiner diente ihm in dieser Zeit als Stammlokal. Er erwähnte es in seinem Gedicht Kuttel Daddeldu im Binnenland und hinterließ laut seiner Autobiografie bei einem Besuch im Jahr 1918 seinen Namen an einer Wand der Weinstube.